# Årets leder
Årets leder er en dansk pris, der er blevet uddelt årligt siden 2002 af Lederne på Ledelsens Dag. Afstemningen foregår på organisationens hjemmeside.

## Modtagere af prisen
Vinderne af prisen siden grundlæggelsen:
- 2002: Bodil Nyboe Andersen (direktør, Nationalbanken)
- 2003: Alfred Josefsen (direktør, Irma)
- 2004: Jørgen Mads Clausen (Direktør, Danfoss)
- 2005: Henning Dyremose (koncernchef, TDC)
- 2006: Jørgen Vig Knudstorp (adm. direktør, Lego)
- 2007: Nils Smedegaard Andersen (koncernchef, A.P. Møller-Mærsk)
- 2008: Ditlev Engel (koncernchef, Vestas Wind Systems)
- 2009: Kim Kristensen (oberst, Forsvaret)
- 2010: Christian Clausen (CEO, Nordea)
- 2011: Lise Egholm (skoleleder, Rådmandsgades skole)
- 2012: Carsten Bjerg (koncernchef, Grundfos)
- 2013: Niels Duedahl (adm. direktør, energi- og teleskabet SE)
- 2014: Johan Bülow (lakridsinnovatør, Lakrids by Bülow)
- 2015: Dorthe Crüger (adm. direktør, Sygehus Lillebælt)
- 2016: Marianne Benzon Nielsen (direktør, Børnecancerfonden)
- 2017: Niels Buus (CEO, GomSpace)
- 2018: Lasse Rich Henningsen (CEO, Musikkens Hus)
- 2019: Mads Nipper (CEO, Grundfos)
- 2020: Lars Fruergaard Jørgensen (CEO, Novo Nordisk)
- 2021: Kasper Hjulmand (Landstræner, Danmarks Herrefodboldshold)
- 2022: Sheela Maini Søgaard (CEO, BIG)
- 2023: Jens Bjørn Andersen (CEO, DSV)
- 2024: Britt Meelby Jensen (CEO, Ambu)